# Mali ai Giochi della XXVIII Olimpiade
Il Mali partecipò ai Giochi della XXVIII Olimpiade, svoltisi ad Atene, Grecia, dal 13 al 29 agosto 2004, con una delegazione di 23 atleti impegnati in quattro discipline.

## Delegazione
| Sport            | Uomini | Donne | Totale |
| ---------------- | ------ | ----- | ------ |
| Atletica leggera | 1      | 1     | 2      |
| Calcio           | 18     | -     | 18     |
| Judo             | 1      | -     | 1      |
| Nuoto            | 1      | 1     | 2      |
| Totale           | 21     | 2     | 23     |

## Risultati

### Atletica leggera
| Q | Qualificato al turno successivo per la Classifica in qualificazione                                                          |
| q | Qualificato per il turno successivo per ripescaggio o, negli eventi su campo, conquistando la misura minima per qualificarsi |

Maschile
Eventi su pista e strada
| Atleta         | Evento         | Batteria  | Batteria   | Semifinale      | Semifinale      | Finale          | Finale          |
| Atleta         | Evento         | Risultato | Classifica | Risultato       | Classifica      | Risultato       | Classifica      |
| -------------- | -------------- | --------- | ---------- | --------------- | --------------- | --------------- | --------------- |
| Ibrahima Maïga | 400 m ostacoli | 50"63     | 6º         | non qualificato | non qualificato | non qualificato | non qualificato |

Femminile
Eventi sul campo
| Atleta          | Evento      | Batteria | Batteria   | Quarti di finale | Quarti di finale | Semifinale      | Semifinale      | Finale          | Finale          |
| Atleta          | Evento      | Distanza | Classifica | Distanza         | Classifica       | Distanza        | Classifica      | Distanza        | Classifica      |
| --------------- | ----------- | -------- | ---------- | ---------------- | ---------------- | --------------- | --------------- | --------------- | --------------- |
| Kadiatou Camara | 200 m piani | 23"56    | 6ª         | non qualificata  | non qualificata  | non qualificata | non qualificata | non qualificata | non qualificata |

### Calcio
| Squadra            | Torneo   | Girone               | Girone               | Girone               | Girone | Quarti               | Semifinali           | Finale / FB          | Pos.            |
| Squadra            | Torneo   | Avversario Risultato | Avversario Risultato | Avversario Risultato | Pos.   | Avversario Risultato | Avversario Risultato | Avversario Risultato | Pos.            |
| ------------------ | -------- | -------------------- | -------------------- | -------------------- | ------ | -------------------- | -------------------- | -------------------- | --------------- |
| Nazionale maschile | Maschile | Messico N 0–0        | Grecia V 2–0         | Corea del Sud P 3–3  | 1ª Q   | Italia P 0–1 (dts)   | non qualificati      | non qualificati      | non qualificati |

### Judo
Maschile
| Atleta         | Evento | Preliminari              | 16-esimi             | Ottavi               | Quarti               | Semifinali           | Ripescaggio          | Finale               | Pos.            |
| Atleta         | Evento | Avversario Punteggio     | Avversario Punteggio | Avversario Punteggio | Avversario Punteggio | Avversario Punteggio | Avversario Punteggio | Avversario Punteggio | Pos.            |
| -------------- | ------ | ------------------------ | -------------------- | -------------------- | -------------------- | -------------------- | -------------------- | -------------------- | --------------- |
| Bourama Mariko | -73 kg | Baștea (ROU) P 0000–0210 | non qualificato      | non qualificato      | non qualificato      | non qualificato      | non qualificato      | non qualificato      | non qualificato |

### Nuoto
Maschile
| Atleta      | Evento            | Batteria  | Batteria   | Semifinale      | Semifinale      | Finale          | Finale          |
| Atleta      | Evento            | Risultato | Classifica | Risultato       | Classifica      | Risultato       | Classifica      |
| ----------- | ----------------- | --------- | ---------- | --------------- | --------------- | --------------- | --------------- |
| David Keita | 50 m stile libero | 29"96     | 79º        | non qualificato | non qualificato | non qualificato | non qualificato |

Femminile
| Atleta               | Evento     | Batteria  | Batteria   | Semifinale      | Semifinale      | Finale          | Finale          |
| Atleta               | Evento     | Risultato | Classifica | Risultato       | Classifica      | Risultato       | Classifica      |
| -------------------- | ---------- | --------- | ---------- | --------------- | --------------- | --------------- | --------------- |
| Mariam Pauline Keita | 100 m rana | 1'30"40   | 46ª        | non qualificata | non qualificata | non qualificata | non qualificata |